# المرفض الاسفل (البيضاء)
المرفض الأسفل هي إحدى قرى الجمهورية اليمنية. تتبع جغرافيا لمحافظة البيضاء وإداريًا لمديرية الزاهر. يبلغ تعداد سكانها 1598 نسمة حسب الإحصاء الذي أجري عام 2004.